# FEMSA Cerveja Brasil
FEMSA Cerveja Brasil (anteriormente Cervejarias Kaiser) foi uma cervejaria brasileira fundada em 1980 por Luiz Otávio Possas Gonçalves.
Suas campanhas de marketing ficaram conhecidas nos anos 90 através de seu protagonista, o ator José Valien, conhecido como "Baixinho da Kaiser".

## Criação
Luiz Otávio Possas Gonçalves era dono da franquia da Coca-Cola em Minas Gerais. No início da década de 1980, a empresa sofria a ameaça de falência porque a Brahma e a Antarctica promoviam a venda casada de seus refrigerantes junto com suas cervejas para os pontos de venda. Possas decidiu que com uma cerveja poderia combater as duas marcas de igual para igual. Fez um curso de mestre cervejeiro em Munique e abriu a Kaiser em 1982. Em quatro meses, a Coca-Cola conseguiu elevar sua participação no mercado de 15 para 48%, e logo as outras engarrafadoras da empresa no país queriam a Kaiser também.

## Controle acionário
Em 1984, a The Coca-Cola Company comprou 10% da Kaiser. Na década de 90, a holandesa Heineken adquiriu 14,2% da companhia. Em 1999, a Kaiser ocupava o segundo posto em vendas no Brasil, com 26,2% de participação, atrás apenas da Brahma.
Em março de 2002, a cervejaria canadense Molson, que atuava no Brasil desde a compra da Bavária, comprou a Kaiser por 765 milhões de dólares. A Heineken colaborou no negócio, desembolsando 220 milhões de dólares para ampliar sua parte na empresa para 20%. À época, a Kaiser possuía 8 fábricas e 15% da participação do mercado brasileiro.
Desde 2006, quando o controle acionário passou para a mexicana FEMSA, a empresa foi renomeada como Femsa Cerveja Brasil. O capital da empresa é completado por 15% da Molson, e outros 17% da Heineken, com os 68% restantes sendo comprados por 68 milhões de dólares.
Em 2010, a Heineken anunciou a compra do restante dos 83% das ações da Femsa que ainda não eram de sua propriedade, ainda sujeito à aprovação das autoridades reguladoras, dos acionistas da Femsa e da Heineken. Em 2011, a Heineken reinventou a marca com o intuito de recuperar vendas, visto que a Kaiser possuía apenas 4% do mercado.